# Hellenic Shipyards
Hellenic Shipyards je řecká loděnice sídlící ve Skaramagasu (poblíž Athén). Je největší loděnicí v Řecku a ve východním Středomoří. Založena byla roku 1957. Věnuje se stavbě plavidel pro vojenský i civilní sektor. Vojenská plavidla od této loděnice představují především francouzské a německé konstrukce, včetně moderních ponorek německého Typu 214. V 80. letech se začala věnovat i výrobě železničních vozidel.

## Historie
Kořeny společnosti Hellenic Shipyards sahají k roku 1937 založené loděnici Skaramangas shipyard. Jejím úkolem byla stavba válečných lodí, její rozvoj však zastavila válka a roku 1944 ji těžce poškodilo bombardování. Roku 1957 areál koupil podnikatel Stavros Niarchos, který založil loděnice Hellenic Shipyards. Kvůli ekonomickým potížím byla loděnice roku 1985 znárodněna.
Roku 2002 loděnici získala skupina investorů pod vedením německé loděnice Howaldtswerke-Deutsche Werft (od roku 2005 součást ThyssenKrupp Marine Systems, TKMS). Během několika let se však dostala do ekonomických potíží. Roku 2010 se majoritním vlastníkem (75,1% podíl) stala společnost Abu Dhabi MAR (součást Privinvest group), přičemž zbývající minoritní podíl 24,9 % zůstal německé společnosti TKMS. Roku 2013 se společnost dostala do sporu s řeckou vládou, neboť do společnosti investovala, ale stát nesplnil své závazky. Roku 2017 Mezinárodní obchodní komora Privinvestu přiznala odškodnění ve výši 1,2 miliardy EUR. Roku 2019 žádost řecké vlády o zrušení nálezu Mezinárodní obchodní komory (International Chamber of Commerce, ICC) odmítl řecký odvolací soud.
Roku 2021 loděnici získal řecký podnikatel George Prokopiou, který v soutěži podal nejvyšší nabídku.

## Vybrané projekty

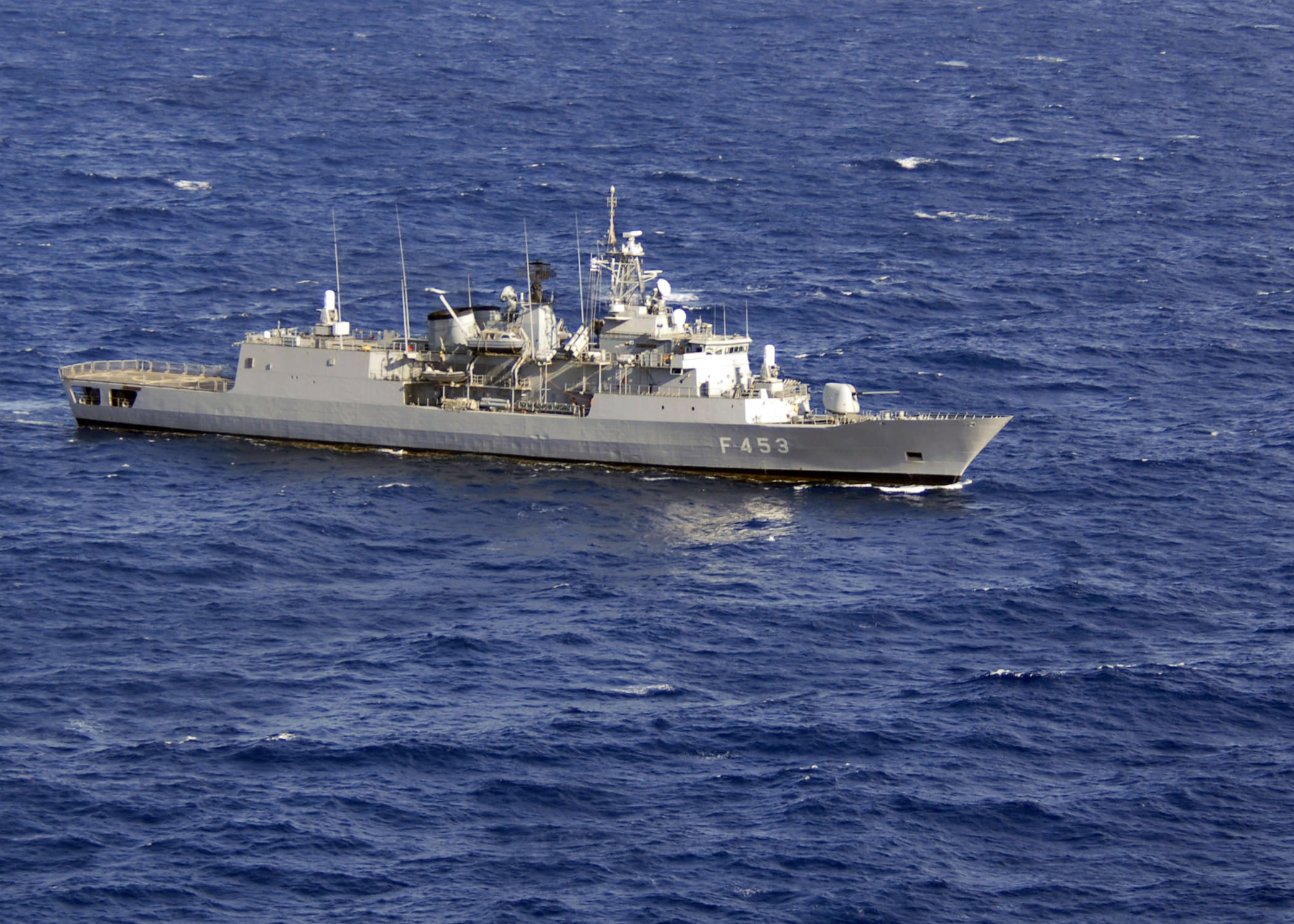
Fregata Spetsai třídy Hydra

### Fregaty
- Třída Hydra (3 ks)

### Hlídkové lodě

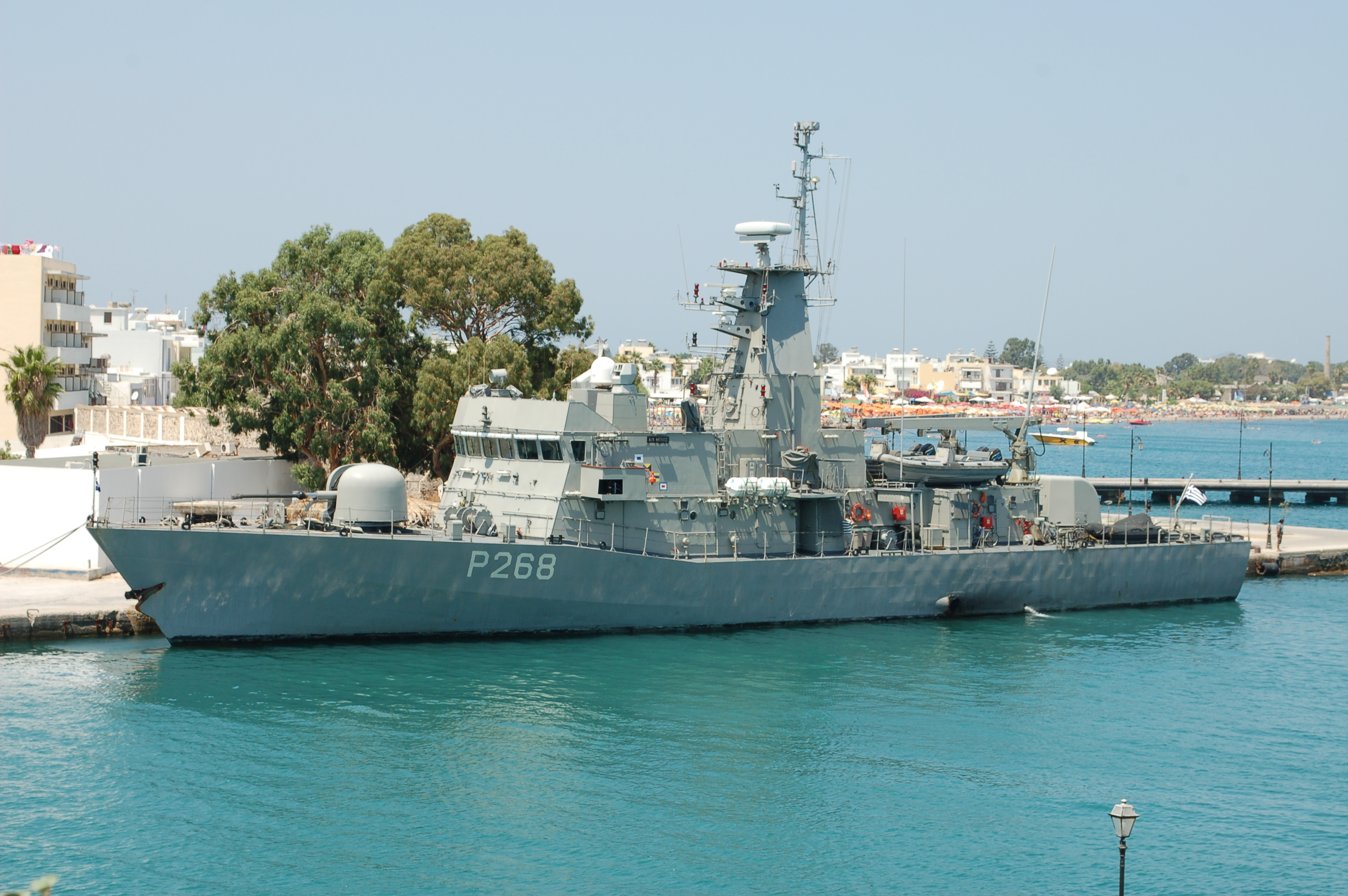
Hlídková loď Aittitos třídy HSY-56A

- Třída HSY-56A (4 ks)
- Třída HSY-55 (2 ks)
- Třída Osprey 55 (2 ks)

### Raketové čluny
- Třída La Combattante III (6 ks)
- Třída Lascos (6 ks)

### Ponorky
- Typ 214 (3 ks)